# Veia
Veia là một chi bướm đêm thuộc họ Erebidae.

## Loài
- Veia caeruleotincta Rothschild, 1915
- Veia contracta Walker, 1865
- Veia homopteroides Walker, [1863]
- Veia microsticta Turner, 1908